# 1984-es Formula–1 monacói nagydíj
A monacói nagydíj volt az 1984-es Formula–1 világbajnokság hatodik futama.

## Futam
A monacói nagydíj esőverseny volt. A pole-pozíciós Prostot a 9. körben Nigel Mansell megelőzte, de öt körrel később kicsúszott, és ismét a francia vette át a vezetést. A 13. helyről induló Ayrton Senna eközben a Tolemannal sorra előzte meg az előtte haladókat, s gyorsan dolgozta le hátrányát Prosttal szemben. A 20. körben még 33,8 másodperc volt köztük a különbség, tizenegy kör múlva pedig már csak 7,4 másodperc. A versenyigazgató Jacky Ickx a 33. körben leintette a futamot a heves eső miatt. A versenyzők sorrendjét a szabályok alapján a két körrel korábbi állás határozta meg, és mindenki pontjainak a felét kapta csak meg. Prost és Senna mögött Arnoux, Keke Rosberg, de Angelis és Alboreto szerzett pontot. A döntést sokan kritizálták a verseny után, a FISA megbüntette Ickxet.
| Helyezés | #  | Versenyző          | Csapat/Motor      | Körök | Idő/Kiesés oka | Rajthely | Pontszám |
| -------- | -- | ------------------ | ----------------- | ----- | -------------- | -------- | -------- |
| 1        | 7  | Alain Prost        | McLaren-TAG       | 31    | 1:01:07,740    | 1        | 4.5      |
| 2        | 19 | Ayrton Senna       | Toleman-Hart      | 31    | + 7,446        | 13       | 3        |
| 3        | 28 | René Arnoux        | Ferrari           | 31    | + 29,077       | 3        | 2        |
| 4        | 6  | Keke Rosberg       | Williams-Honda    | 31    | + 35,246       | 10       | 1.5      |
| 5        | 11 | Elio de Angelis    | Lotus-Renault     | 31    | + 44,439       | 11       | 1        |
| 6        | 27 | Michele Alboreto   | Ferrari           | 30    | + 1 kör        | 4        | 0.5      |
| 7        | 24 | Piercarlo Ghinzani | Osella-Alfa Romeo | 30    | + 1 kör        | 19       |          |
| 8        | 5  | Jacques Laffite    | Williams-Honda    | 30    | + 1 kör        | 16       |          |
| Kizárva  | 4  | Stefan Bellof      | Tyrrell-Ford      | 31    | Kizárva        | 20       |          |
| Kiesett  | 22 | Riccardo Patrese   | Alfa Romeo        | 24    | Kormány        | 14       |          |
| Kiesett  | 8  | Niki Lauda         | McLaren-TAG       | 23    | Kicsúszás      | 8        |          |
| Kiesett  | 14 | Manfred Winkelhock | ATS-BMW           | 22    | Kicsúszás      | 12       |          |
| Kiesett  | 12 | Nigel Mansell      | Lotus-Renault     | 15    | Kicsúszás      | 2        |          |
| Kiesett  | 1  | Nelson Piquet      | Brabham-BMW       | 14    | Elektronika    | 9        |          |
| Kiesett  | 25 | François Hesnault  | Ligier-Renault    | 12    | Elektronika    | 17       |          |
| Kiesett  | 2  | Corrado Fabi       | Brabham-BMW       | 9     | Elektronika    | 15       |          |
| Kiesett  | 20 | Johnny Cecotto     | Toleman-Hart      | 1     | Kicsúszás      | 18       |          |
| Kiesett  | 16 | Derek Warwick      | Renault           | 0     | Ütközés        | 5        |          |
| Kiesett  | 15 | Patrick Tambay     | Renault           | 0     | Ütközés        | 6        |          |
| Kiesett  | 26 | Andrea de Cesaris  | Ligier-Renault    | 0     | Baleset        | 7        |          |
| NK       | 17 | Marc Surer         | Arrows-Ford       |       |                |          |          |
| NK       | 3  | Martin Brundle     | Tyrrell-Ford      |       |                |          |          |
| NK       | 23 | Eddie Cheever      | Alfa Romeo        |       |                |          |          |
| NK       | 18 | Thierry Boutsen    | Arrows-BMW        |       |                |          |          |
| NK       | 10 | Jonathan Palmer    | RAM-Hart          |       |                |          |          |
| NK       | 21 | Mauro Baldi        | Spirit-Hart       |       |                |          |          |
| NK       | 9  | Philippe Alliot    | RAM-Hart          |       |                |          |          |

## A világbajnokság élmezőnyének állása a verseny után
| H  | Versenyzők      | Pont | H  | Konstruktőrök  | Pont |
| -- | --------------- | ---- | -- | -------------- | ---- |
| 1. | Alain Prost     | 28,5 | 1. | McLaren-TAG    | 46,5 |
| 2. | Niki Lauda      | 18   | 2. | Ferrari        | 24,5 |
| 3. | René Arnoux     | 15   | 3. | Renault        | 21   |
| 4. | Derek Warwick   | 13   | 4. | Lotus-Renault  | 17   |
| 5. | Elio de Angelis | 13   | 5. | Williams-Honda | 11,5 |

## Statisztikák
Vezető helyen:
- Alain Prost: 26 (1-10 / 16-31)
- Nigel Mansell: 5 (11-15)

Alain Prost 12. győzelme, 11. pole-pozíciója, Ayrton Senna 1. leggyorsabb köre.
- McLaren 35. győzelme.